# Omloop van het Hageland 2022
De 17e editie van de Belgische wielerwedstrijd Omloop van het Hageland werd gehouden op 27 februari 2022. De start lag in Tienen en aankomst in Tielt-Winge. De Nederlandse Lorena Wiebes was titelverdedigster. Zij werd opgevolgd door de Italiaanse Marta Bastianelli, die in 2016 en 2019 ook al de beste was en hiermee recordhoudster werd.

## Uitslag
| Plaats  | Naam                        | Ploeg                              | Tijd     |
| ------- | --------------------------- | ---------------------------------- | -------- |
| Winnaar | Marta Bastianelli           | UAE Team ADQ                       | 3u24'47" |
| 2       | Emma Norsgaard              | Movistar Team                      | z.t.     |
| 3       | Floortje Mackaij            | DSM                                | z.t      |
| 4       | Elena Cecchini              | Team SD Worx                       | z.t      |
| 5       | Shirin van Anrooij          | Trek-Segafredo                     | z.t.     |
| 6       | Clara Copponi               | FDJ Nouvelle-Aquitaine Futuroscope | z.t.     |
| 7       | Chantal van den Broek-Blaak | Team SD Worx                       | z.t.     |
| 8       | Valerie Demey               | Liv Racing Xstra                   | + 5"     |
| 9       | Pfeiffer Georgi             | DSM                                | z.t.     |
| 10      | Lorena Wiebes               | DSM                                | + 32"    |

2005 · 2006 · 2007 · 2008 · 2009 · 2010 · 2011 · 2012 · 2013 · 2014 · 2015 · 2016 · 2017 · 2018 · 2019 · 2020 · 2021 · 2022 · 2023 · 2024 · 2025